# ホーリー&ブライト
『ホーリー&ブライト』（ホーリー・アンド・ブライト、Holy and Bright）は、日本のロックバンド・ゴダイゴのシングル。特撮テレビドラマ『西遊記II』（日本テレビ）のエンディングテーマ、並びに旅バラエティ番組『なりゆき街道旅』（フジテレビ）のテーマソングでもある。1979年10月1日リリース。

## 解説
- ジャケット・デザイン（デザイナー：森島紘、カメラマン：樋田達治[3]）は、中国の万里の長城を背景に、下部にメンバー5人の写真が別々に載っている。
- 2004年の『天才てれびくんMAX』のコーナーミュージックてれびくん (MTK)では、ゴーライブ（篠原愛実、髙橋郁哉、張沢紫星）が歌った。

## 収録曲
1. ホーリー & ブライト（日本語版）-　3:56
  - 作詞：山上路夫、奈良橋陽子／作曲:タケカワユキヒデ／編曲:ミッキー吉野
2. Holy And Bright（英語版）-　3:58
  - 作詞:奈良橋陽子／作曲:タケカワユキヒデ／編曲:ミッキー吉野

## 参加ミュージシャン
- タケカワユキヒデ - ボーカル
- ミッキー吉野 - キーボード
- 浅野孝已 - ギター
- スティーヴ・フォックス - ベース
- トミー・スナイダー - ドラムス

## カバー
他アーティストによるカバー（関連者によるセルフカバー含む）を記載する。
- 1979年11月、寺内タケシによって、『歌の無いエレキ歌謡曲 「ロンリー・ウルフ」～「おもいで酒」』の収録曲としてカバーされた。
- 1981年、タリスマンによって、イギリスBBCで放映された「西遊記II」のエンディングとしてカバーされた。
- 1999年9月22日、VOICESによって、『さかあがり』の収録曲としてカバーされた。
- 2002年7月5日、SNAPPERSによって、『サマークレイマー』の収録曲としてカバーされた。
- 2004年7月28日、ALBIREX NIIGATA SUPPORTERSによって、『BUBBLEGUN』メドレー中の1曲としてカバーされた。
- 2005年1月12日、POMERANIANSによって、『裸足の音人』の収録曲としてカバーされた。
- 2005年2月23日、ゴーライブによって、『NHK天才てれびくんMAX MTK THE 9TH』の収録曲としてカバーされた。
- 2008年5月9日、カルロスODAによって、『GODIEGO PROJECT』の1曲としてカバーされた。 HPで配信されている。
- 2010年1月30日、タケカワユキヒデによって、ビートルズのカバー・アルバム『CHRONICLE 5&6+2』の収録曲（ボーナス・トラック）として、日本語版と英語版の両方がセルフ・カバーされた。